# Liste der Kulturdenkmale in Karlsruhe-Oststadt

Wappen der Oststadt

In der Liste der Kulturdenkmale in Karlsruhe-Oststadt werden alle unbeweglichen Bau- und Kunstdenkmale in der Karlsruher Oststadt aufgelistet werden, die in der städtischen „Datenbank der Kulturdenkmale“ geführt sind.
Diese Liste ist nicht rechtsverbindlich. Eine rechtsverbindliche Auskunft ist lediglich auf Anfrage bei der Unteren Denkmalschutzbehörde der Stadt Karlsruhe erhältlich. Außerdem ist die Liste auf Grund ihrer Größe in Straßen aufgeteilt.

## Adenauerring
| Bild           | Bezeichnung                      | Lage                 | Datierung | Beschreibung | ID |
| -------------- | -------------------------------- | -------------------- | --------- | --- | -- |
| Weitere Bilder | ehemaliges Victoriapensionat     | Adenauerring 2 und 8 | 1905–1907 | Victoriapensionat, später Städtische Kinderklinik, Hauptgebäude mit Pförtnerhaus, 1905–1907 von Friedrich Ratzel (Sachgesamtheit). Die Sandsteinmauern sind nicht Bestandteil des Kulturdenkmals Geschützt nach § 2 DSchG |    |
|                | Sachgesamtheit Studentenwohnheim | Adenauerring 4 und 6 | 1951–1952 | Erbaut von Otto Haupt und Heinrich Müller Geschützt nach § 2 DSchG |    |
| Weitere Bilder | Skulptur Der nackte Mann         | Adenauerring 17      | 1958/59   | Athlet, Skulptur von Emil Sutor, Steinguss auf Podest, signiert, 1958/59 geschaffen und dem Karlsruher Sportclub (KSC) geschenkt. Vor dem Wildparkstadion aufgestellt. Geschützt nach § 2 DSchG                           |    |

## Alter Schlachthof
| Bild           | Bezeichnung                      | Lage | Datierung | Beschreibung | ID |
| -------------- | -------------------------------- | --- | --------- | --- | -- |
| Weitere Bilder | Ehemaliger Schlacht- und Viehhof | Alter Schlachthof 1, 3, 5, 7, 7a, 9, 11, 13, 15, 17, 17a–c, 21, 21a, 23, 23a–f, 26, 27 31, 31a, 35, 39, 45, 47, 59 (Flst. 2079, 2367–2370, 2370/1, 2370/2, 2371/4) | 1887–1915 | Ehemaliger Schlacht- und Viehhof, 1885–1887 und später von Wilhelm Strieder, Friedrich Beichel vom Städtischen Hochbauamt (Sachgesamtheit) - Nr. 1: Kesselhaus, Schweineschlachthaus mit Kaldaunenwäsche und Boxen (1914) - Nr. 3: Direktoren-Wohnhaus (1903) - Nr. 5: Verwaltungsgebäude (1887) - Nr. 7, 7a: Gaststätte (1887) - Nr. 9: Pförtnerhaus (1887) - Nr. 11: Kühlhaus und Maschinenhalle (1892), erweitert um Werkstätten, Kühlhalle und Eisfabrik (1914) - Nr. 13: Kleinviehschlachthalle (1887) - Nr. 15: Stallgebäude (1887) - Nr. 17, 17a–c: Stallgebäude mit Dienstwohnungen (1894) - Nr. 21, 21a: Kaldaunenwäsche (1887, 1895 und 1927/28 erweitert), Düngerhaus (1887) - Nr. 23, 23a–f: Pferdestall, Hundezwinger, Garderobe, Remise (1915) - Nr. 26: Neues Remisengebäude (1905) - Nr. 27: Pferdeschlachthaus (1914) - Nr. 31, 31a: Dienstwohngebäude (1887) - Nr. 35: Markthalle für Schweine, Kälber und Schafe (1887) verbunden und nach Osten um Wiegehalle erweitert (1912), zugehörige Verladerampe mit Gleisanschluss (1887, erweitert 1927/28) - Nr. 39: Schweinemarkthalle (1927/28) - Nr. 45: Pförtnerhaus (1897, 1927/28 umgebaut) - Nr. 47: Stallgebäude (1887) - Nr. 59: Verwaltungsgebäude (1887) - o. N.: Umfriedungsmauern aus Sandstein im Osten und Westen des Geländes (vgl. Kartierung) Geschützt nach § 2 DSchG |    |

## Am Schloss Gottesaue
| Bild           | Bezeichnung        | Lage                         | Datierung                  | Beschreibung | ID |
| -------------- | ------------------ | ---------------------------- | -------------------------- | --- | -- |
|                | Wasenmeisterhaus   | Am Schloss Gottesaue 4       | 1901                       | Wasenmeisterhaus, eingeschossiger und giebelständiger Massivbau aus unverputztem Backsteinmauerwerk, Treppengiebel, eine Seitenwand mit Schieferschindeln, 1901 von Stadtbaurat Strieder im Zusammenhang mit dem Schlachthof erstellt. Geschützt nach § 2 DSchG |    |
|                | Wirtschaftsgebäude | Am Schloss Gottesaue 7 und 9 | 1750                       | Zwei Wirtschaftsgebäude des früheren landwirtschaftlichen Mustergutes Gottesaue, zweigeschossige verputzte Massivbauten mit Walmdächern, errichtet 1750, das kleinere Gebäude (Nr. 9) ist das Haus Schilling mit zugehöriger Toranlage, das größere Gebäude ist der sog. „Fuchsbau“ (Nr. 7) (Teil der Sachgesamtheit Schloss Gottesaue) Geschützt nach § 2 DSchG |    |
| Weitere Bilder | Schloss Gottesaue  | Am Schloss Gottesaue 11      | 1588–1594, 1740, 1984–1989 | Schloss Gottesaue, jetzt Staatliche Hochschule für Musik, zugehörig Marstall (Am Schloss Gottesaue 17), 1588–94 von Paul Murer nach Plänen des Straßburgers Johannes Schoch als Baden-Durlach’sches Lustschloss auf dem Gelände des 1094 gegründeten und 1556 säkularisierten Benediktinerklosters Gottesaue erbaut, nach Zerstörung 1689 mit zwei Geschossen und hohem Dach 1740 wiederaufgebaut, damals wurde hier das markgräfliche Mustergut eingerichtet, im 19. Jh. Nutzung in Zusammenhang mit militärischen Einrichtungen, 1944 abermals zerstört, Wiederaufbau 1984–89 durch die Architektin Barbara Jakubeit im ursprünglichen äußeren Erscheinungsbild mit drei Geschossen und neuzeitlichen Detaillösungen, moderner, zum Schutzgut des Kulturdenkmals gehöriger Innenausbau, im Foyer befindet sich der Grabstein des Klostergründers (Teil der Sachgesamtheit Schlossanlage Gottesaue). Geschützt nach § 2 DSchG |    |

## August-Schwall-Straße
| Bild           | Bezeichnung                 | Lage | Datierung | Beschreibung | ID |
| -------------- | --------------------------- | --- | --------- | --- | -- |
| Weitere Bilder | Wohnanlage Gottesauer Platz | August-Schwall-Straße 1–10, Buntestr. 1–15 und 4–18, Gottesauer Platz 1–5, Gottesauer str. 39–53, Wolfartsweierer str. 2–14 | 1930–1933 | Wohnanlage Gottesauer Platz, 1930–1933 von Emil Brannath für Mieter- und Bauverein. (Sachgesamtheit) Geschützt nach § 2 DSchG |    |

## Bertholdstraße
| Bild           | Bezeichnung                     | Lage           | Datierung | Beschreibung                                    | ID |
| -------------- | ------------------------------- | -------------- | --------- | ----------------------------------------------- | -- |
| Weitere Bilder | Katholische Kirche St. Bernhard | Bertholdstr. 3 | 1896–1901 | Erbaut von Max Meckel Geschützt nach § 12 DSchG |    |

## Degenfeldstraße
| Bild | Bezeichnung                  | Lage                                | Datierung | Beschreibung | ID |
| ---- | ---------------------------- | ----------------------------------- | --------- | --- | -- |
|      | Mietwohnhaus mit Laden       | Degenfeldstr. 1                     | 1890–1891 | Erbaut von Friedrich Nessler Geschützt nach § 2 DSchG |    |
|      | Doppelmietwohnhaus mit Läden | Degenfeldstr. 2, Durlacher Allee 30 | 1891      | Sachgesamtheit, von Ludwig Reiß (Sachgesamtheit) Geschützt nach § 2 DSchG |    |
|      | Mietwohnhaus                 | Degenfeldstr. 3                     | 1892      | Mietwohnhaus, 1892 von Ludwig Reiß. Der Schlot ist zwar etwas verkürzt, er ist jedoch wesentliches Element des Kulturdenkmals. Im Zusammenhang mit den insgesamt sehr gut erhaltenen Teilen Mietshaus, Hof, Seitenflügel und Bäckereigebäude bildet er ein bau- und sozialgeschichtliches Zeugnis des Stadtausbaus im ausgehenden 19. Jahrhundert. Er bezeugt als Teil des Kulturdenkmals auf eindrückliche Weise die kleinbürgerliche Lebenswelt zur Kaiserzeit und dokumentiert damit anschaulich den städtebaulich wirksamen, kleinräumlichen Zusammenhang von Mietbauten mit Handwerksbetrieben. Letztere finanzierten – für diese soziale Schicht neuartig – zur Zeit der großen Expansion Karlsruhes ihre selbst genutzten Neubauprojekte durch intensive Vermietung. Geschützt nach § 2 DSchG |    |

## Durlacher Allee
| Bild           | Bezeichnung                                 | Lage                                                     | Datierung | Beschreibung | ID |
| -------------- | ------------------------------------------- | -------------------------------------------------------- | --------- | --- | -- |
|                | Mietwohnhaus                                | Durlacher Allee 13                                       | 1893–1894 | Erbaut von Johann Brannath Geschützt nach § 2 DSchG |    |
|                | Fassade eines Mietwohnhauses                | Durlacher Allee 14                                       | 1886      | Erbaut von Wilhelm Söhner Geschützt nach § 2 DSchG |    |
|                | Sachgesamtheit Doppelmietwohnhaus           | Durlacher Allee 16–18                                    | 1896      | Erbaut von Theodor Bleß Geschützt nach § 2 DSchG |    |
|                | Mietwohnhaus                                | Durlacher Allee 17                                       | um 1890   | Geschützt nach § 2 DSchG |    |
|                | Mietwohnhaus                                | Durlacher Allee 19                                       | um 1900   | (Bildmitte) Geschützt nach § 2 DSchG |    |
|                | Mietwohnhaus                                | Durlacher Allee 21                                       | 1899      | Erbaut von Franz Wolff (im Bild rechts) Geschützt nach § 2 DSchG |    |
|                | Mietwohnhaus                                | Durlacher Allee 22                                       | 1888–1890 | Erbaut von Wilhelm Lösslin Geschützt nach § 2 DSchG |    |
| Weitere Bilder | Evangelische Lutherkirche                   | Durlacher Allee 23                                       | 1905–1907 | Evangelische Lutherkirche mit Pfarrhaus, von Curjel & Moser (Sachgesamtheit) Geschützt nach § 12 DSchG |    |
|                | Doppelmietwohnhaus mit Gaststätte und Laden | Durlacher Allee 24, Lachnerstr. 2                        | 1888      | Sachgesamtheit, von Ludwig Lautenschläger (Sachgesamtheit) Geschützt nach § 2 DSchG |    |
|                | Doppelmietwohnhaus                          | Durlacher Allee 26, Lachnerstr. 1                        | 1889      | Sachgesamtheit, von Friedrich Nessler (Sachgesamtheit) Geschützt nach § 2 DSchG |    |
|                | Ehem. Firma Wolff & Sohn                    | Durlacher Allee 31, 33, Gerwigstr. 26, 28 (Flst. 0-6318) | ab 1891   | Hauptgebäude von 1891, aufgestockt 1913, Erweiterung des Hauptgebäudes von 1900, Fabrikantenvilla von 1891 mit der Erweiterung von 1903, Silogebäude von 1905, Heiz- und Maschinengebäude von 1891, Arbeiter- und Stallgebäude an der Gerwigstraße von 1891, Einfriedungsmauern Geschützt nach § 2 DSchG |    |
|                | Sachgesamtheit Mietwohnhausgruppe           | Durlacher Allee 36-42                                    | 1896      | Erbaut von Philipp Schumacher Geschützt nach § 2 DSchG |    |
|                | Wohnhaus                                    | Durlacher Allee 44                                       | 1894–1895 | viergeschossiger Massivbau, Klinkerbau mit schweren Sandsteinformen im Stile der Neorenaissance, 1894–1895 von Wilhelm Lösslin als Architekt und Bauherr, zugehörig auf dem Hof ein zweigeschossiges Stallgebäude in Klinkerbauweise und Eisengusssäulen. Geschützt nach § 2 DSchG |    |
|                | Hotel Gottesaue                             | Durlacher Allee 53                                       | 1926–1927 | Hotel Gottesaue, heute Büro- und Wohnhaus, viergeschossiger verputzter und traufständiger Massivbau mit Walmdach, zwei große symmetrisch angeordnete Altane mit Rundbögen, Gebäudehaupterschließung durch den östlichen Altan, dort Skulptur der Fortuna zu Pferde, zugehörige Einfriedungsmauern mit Hofeinfahrtstoren, 1926–1927 von Richard Fuchs für den Kaufmann Artur Fuchs, Umbau der unteren beiden Geschosse zu Büroraum 1960, darüber Wohnungen, im ehemaligen Eingangsbereich des Hotels erhaltene Ausstattungselemente der 1950er Jahre (Treppe, Bleiglasfenster mit industrieller Symbolik und Pflanzkübel). Geschützt nach § 2 DSchG |    |
|                | Sachgesamtheit Doppelmietwohnhaus mit Laden | Durlacher Allee 55, 57                                   | 1912–1913 | Erbaut von Wilhelm Stober Geschützt nach § 2 DSchG |    |
|                | Mietwohnhaus mit Rückgebäude                | Durlacher Allee 59                                       | 1905      | Erbaut von Hermann Billing und Wilhelm Stober Geschützt nach § 2 DSchG |    |

## Edelsheimstraße
| Bild | Bezeichnung   | Lage             | Datierung | Beschreibung | ID |
| ---- | ------------- | ---------------- | --------- | --- | -- |
|      | MAN-Stahlhaus | Edelsheimstr. 7a | 1951      | Wohnhaus, MAN-Stahlhaus, Fertighausbau aus vorgefertigten Stahlelementen, eingeschossig mit Satteldach und eingebauter Garage, 1951 für den Dipl.-Kaufm. Ernst Deppe (Rundfunk- und Elektrogroßhandel) anstelle eines früheren Hintergebäudes errichtet. Bauleitung durch Karl Augenstein, die Verantwortung trug die Maschinenfabrik Augsburg-Nürnberg A.G., Werk Mainz-Gustavsburg, Z. Nr. 247 465. Geschützt nach § 2 DSchG |    |

## Emil-Gött-Straße
| Bild | Bezeichnung                                                                  | Lage                                                                                          | Datierung       | Beschreibung | ID |
| ---- | ---------------------------------------------------------------------------- | --------------------------------------------------------------------------------------------- | --------------- | --- | -- |
|      | Wohnbauten der Gemeinnützigen Mieter- und Handwerker-Baugenossenschaft eGmbH | Emil-Gött-Straße 3-27 / Hölderlinstr. 1a, 1, 3, 5 / Karl-Wilhelm-Straße 3-23 / Parkstr. 30-68 | 1921–1922, 1926 | Wohnbauten der Gemeinnützigen Mieter- und Handwerker-Baugenossenschaft eGmbH, später Hardtwaldsiedlung (Sachgesamtheit). Teil der Sachgesamtheit sind neben den Wohngebäuden die Einfriedungsmauern, Vorgärten, die Kleingarten-anlagen im Inneren des Baublocks sowie die dortigen historischen Garagengebäude. Der Wohnblock wurde von den Karlsruher Architekten Pfeifer und Großmann im Auftrag der Gemeinnützigen Mieter- und Handwerker-Baugenossenschaft GmbH errichtet. Die Gebäude Karl-Wilhelm-Straße 7–23 wurden in den Jahren 1921–1922 errichtet, das Haus Nr. 21 wurde jedoch im 2. Weltkrieg zerstört und 1950 durch die Hardtwaldsiedlung wieder aufgebaut. Im Jahre 1926 entstand das Gebäude Karl-Wilhelm-Straße 5 von Architekt Scheuerpflug. - Emil-Gött-Straße 3–19, Mietwohnhausgruppen von Architekt Schottmüller, 1930–1935 - Emil-Gött-Straße 21–27, Wohnblock von Architekt Scheuerpflug, 1926–1929 Geschützt nach § 2 DSchG |    |

## Essenweinstraße
| Bild | Bezeichnung                  | Lage                                                        | Datierung | Beschreibung | ID |
| ---- | ---------------------------- | ----------------------------------------------------------- | --------- | --- | -- |
|      | Blechhauben von Litfaßsäulen | Essenweinstr.-, Ecke Humboldtstr. / Am Schloss Gottesaue 11 | 1899      | Blechhauben von Litfaßsäulen, 1901 wohl von Fridolin Dietsche, zugehörig die Hauben (Sachgesamtheit): - Ahaweg/Staatliche Majolika, Innenstadt-West, - Bismarck-, Ecke Fichtestr., Innenstadt-West, - Daxlander Straße 72, Mühlburg, einzige komplett erhaltene Säule, - Essenwein-, Ecke Humboldtstr., Oststadt - Fasanenplatz, Innenstadt-Ost, - Friedrichsplatz, Innenstadt-West, - Gutenbergplatz, Weststadt, - Jollystr., An der Hirschbrücke, Südweststadt, - Am Schloss Gottesaue 11 (vor dem Schloss), Oststadt, - Staatliche Kunsthalle, Innenstadt-West, - Werderplatz, Südstadt. Geschützt nach § 2 DSchG |    |
|      | Mietwohnhaus                 | Essenweinstr. 21                                            | 1904      | Erbaut von Otto Büche Geschützt nach § 2 DSchG |    |
|      | Mietwohnhaus                 | Essenweinstr. 23                                            | 1909      | Erbaut von August Gerhard Geschützt nach § 2 DSchG |    |
|      | Mietswohnhaus                | Essenweinstr. 30                                            | 1904–1905 | Mietswohnhaus, dreigeschossiger und traufständiger Massivbau, von dem Architekten Otto Büche aus Karlsruhe für Carl und Emil Lacroix, 1904–1905 Geschützt nach § 2 DSchG |    |
|      | Mietwohnhaus                 | Essenweinstr. 34                                            | 1903      | Erbaut von Otto Büche Geschützt nach § 2 DSchG |    |
|      | Mietwohnhaus mit Laden       | Essenweinstr. 39                                            | 1904      | Erbaut von Franz Wolff Geschützt nach § 2 DSchG |    |
|      | Wohn- und Geschäftshaus      | Essenweinstr. 41                                            | 1902      | Wohn- und Geschäftshaus, dreigeschossiger Putz- und Werksteinbau in Ecklage, Straßenfassade in neubarocker Formensprache, Erdgeschoss mit Ladenlokal, zugehöriges schmiedeeisernes Hoftor, 1902 von dem Architekten Gustav Ziegler für den Schmiedemeister Jakob Renz Geschützt nach § 2 DSchG |    |

## Georg-Friedrich-Straße
| Bild           | Bezeichnung                                               | Lage                                             | Datierung | Beschreibung | ID |
| -------------- | --------------------------------------------------------- | ------------------------------------------------ | --------- | --- | -- |
|                | Mietwohnhaus mit Gaststätte                               | Georg-Friedrich-Straße 1, Rintheimer Straße 2    | 1902–1903 | Erbaut von Franz Wolff Geschützt nach § 2 DSchG |    |
|                | Straßenfassaden eines Doppelmietwohnhaus mit Ladenlokalen | Georg-Friedrich-Straße 2, Karl-Wilhelm-Straße 30 | 1898      | Straßenfassaden eines Doppelmietwohnhaus mit Ladenlokalen in Ecklage am Karl-Wilhelm-Platz, viergeschossiger verputzter Massivbau mit Sandsteinzierelementen der Neurenaissance, bauzeitliche Dachgauben, Ladenlokale, 1898 von Ludwig Trunzer aus Karlsruhe für den Malermeister Hermann Schröder. Geschützt nach § 2 DSchG |    |
| Weitere Bilder | Mietwohnhausgruppe                                        | Georg-Friedrich-Straße 11                        | 1897      | Mietwohnhausgruppe mit Gaststätte und Läden. Erbaut 1897 von Ludwig Fischer. Teil der Sachgesamtheit Georg-Friedrich-Straße 11–13, Gerwigstraße 2–6 Geschützt nach § 2 DSchG |    |
| Weitere Bilder | Mietwohnhausgruppe                                        | Georg-Friedrich-Straße 13                        | 1897      | Mietwohnhausgruppe mit Gaststätte und Läden. Erbaut 1897 von Ludwig Fischer. Teil der Sachgesamtheit Georg-Friedrich-Straße 11–13, Gerwigstr. 2–6 Geschützt nach § 2 DSchG |    |
|                | Mietwohnhaus                                              | Georg-Friedrich-Straße 18                        | 1897–98   | Erbaut von Adolf Hirth Geschützt nach § 2 DSchG |    |
|                | Mietwohnhaus                                              | Georg-Friedrich-Straße 21                        | 1904      | Erbaut von Curjel & Moser Geschützt nach § 2 DSchG |    |
|                | Mietwohnhaus                                              | Georg-Friedrich-Straße 23                        | 1904      | Erbaut von Otto Büche Geschützt nach § 2 DSchG |    |
|                | Mietwohnhaus                                              | Georg-Friedrich-Straße 24                        | 1901–1902 | Erbaut von Max Siebrand Geschützt nach § 2 DSchG |    |
|                | Mietwohnhaus                                              | Georg-Friedrich-Straße 25                        | 1904–1905 | Erbaut von Franz Wolff, Friedrich Ratzel (Fassade) Geschützt nach § 2 DSchG |    |

## Gerwigstraße
| Bild           | Bezeichnung                  | Lage                  | Datierung | Beschreibung | ID |
| -------------- | ---------------------------- | --------------------- | --------- | --- | -- |
| Weitere Bilder | Mietwohnhausgruppe           | Gerwigstr. 2          | 1897      | Mietwohnhausgruppe mit Gaststätte und Läden. Erbaut 1897 von Ludwig Fischer. Teil der Sachgesamtheit Georg-Friedrich-Straße 11–13, Gerwigstraße 2–6 Geschützt nach § 2 DSchG |    |
| Weitere Bilder | Mietwohnhausgruppe           | Gerwigstr. 4          | 1897      | Mietwohnhausgruppe mit Gaststätte und Läden. Erbaut 1897 von Ludwig Fischer. Teil der Sachgesamtheit Georg-Friedrich-Straße 11–13, Gerwigstraße 2–6 Geschützt nach § 2 DSchG |    |
| Weitere Bilder | Mietwohnhausgruppe           | Gerwigstr. 6          | 1897      | Mietwohnhausgruppe mit Gaststätte und Läden. Erbaut 1897 von Ludwig Fischer. Teil der Sachgesamtheit Georg-Friedrich-Straße 11–13, Gerwigstraße 2–6 Geschützt nach § 2 DSchG |    |
|                | Mietswohnhausgruppe          | Gerwigstr. 19, 21, 23 | 1910      | Mietswohnhausgruppe, drei viergeschossige Gebäude mit straßenseitig hervortretenden Risalitbauten mit Schweifgiebeln, Putz- und Werksteinbau, gut erhaltene Innenausstattung, 1910 von dem Architekten Emil Brannath für den Mieter- und Bauverein Karlsruhe. Geschützt nach § 2 DSchG                         |    |
|                | Wohn- und Geschäftshaus      | Gerwigstr. 34         | 1903      | Wohn- und Geschäftshaus, dreigeschossiger und traufständiger Klinkerbau mit Dachgauben, Balkone mit Ziergittern, Brüstungsfelder mit plastischem Bauschmuck, Erdgeschoss mit Torfahrt und Ladenlokal, 1903 nach Plänen des Architekten Max Siebrand für den Milchhändler Wilhelm Witt Geschützt nach § 2 DSchG |    |
|                | Wohn- und Geschäftshaus      | Gerwigstr. 35         | 1904–1905 | Erbaut für Wilhelm Pfrommer von Hermann Billing Geschützt nach § 2 DSchG |    |
|                | Wohn- und Verwaltungsgebäude | Gerwigstr. 53         | 1901–1902 | Erbaut für Camill Frei Geschützt nach § 2 DSchG |    |
|                | Mietswohnhaus                | Gerwigstr. 54a        | 1914–1915 | Mietswohnhaus, viergeschossiger, massiver und traufständiger Putzbau, Kolossalpilaster über Sockelgeschoss aus rotem Sandstein mit Torfahrt, Satteldach mit Gauben, 1914–15 nach Plänen der Architekten Holwäger und Hillenbrand für J. Bachmann (Gerüstbauanstalt). Geschützt nach § 2 DSchG                  |    |

## Gottesauer Straße
| Bild           | Bezeichnung            | Lage                 | Datierung | Beschreibung | ID |
| -------------- | ---------------------- | -------------------- | --------- | --- | -- |
|                | Dienstwohngebäude      | Gottesauer Straße 8  | um 1870   | Dienstwohngebäude der Kaserne Gottesaue, um 1870 von Militärbauverwaltung. Geschützt nach § 2 DSchG                |    |
|                | Mietwohnhaus           | Gottesauer Straße 9  | 1899      | Erbaut von Joseph Vaas für den Schlossermeister Robert Kiby Geschützt nach § 2 DSchG                               |    |
|                | Bauplastik             | Gottesauer Straße 13 | 1885      | Teil einer Sache, Bauplastik vom ehem. Rüppurrer Tor; Wohnhaus E, 1885 von Robert Willet. Geschützt nach § 2 DSchG |    |
| Weitere Bilder | Mietwohnhaus mit Läden | Gottesauer Straße 14 | 1905      | Erbaut von Franz Wolff Geschützt nach § 2 DSchG                                                                    |    |
|                | Mietwohnhaus mit Läden | Gottesauer Straße 22 | 1905      | Erbaut von Philipp Schumacher Geschützt nach § 2 DSchG                                                             |    |

## Haid-und-Neu-Straße
| Bild           | Bezeichnung                             | Lage                                            | Datierung                  | Beschreibung | ID |
| -------------- | --------------------------------------- | ----------------------------------------------- | -------------------------- | --- | -- |
|                | Mietwohnhaus                            | Haid-und-Neu-Straße 1                           | 1902–1903                  | Erbaut von Franz Wolff Geschützt nach § 2 DSchG |    |
|                | Beamtenwohnhaus                         | Haid-und-Neu-Straße 5                           | 1895                       | Erbaut von Camill Frei Geschützt nach § 2 DSchG |    |
|                | Magazingebäude                          | Haid-und-Neu-Straße 5a                          | 1904                       | Magazingebäude der Fa. Haid & Neu, 1904 von Camill Frei. Geschützt nach § 2 DSchG |    |
| Weitere Bilder | Mietwohnhaus                            | Haid-und-Neu-Straße 8                           | 1904–1906                  | Erbaut von Franz Wolff Geschützt nach § 2 DSchG |    |
| Weitere Bilder | Brauerei Hoepfner mit Burghof und Villa | Haid-und-Neu-Straße 18–20, Rintheimer Straße 33 | 1896–1900, 1904–1905       | Brauerei Hoepfner mit Burghof, 1896–1900 von Johann Hentschelt; Villa Hoepfner, 1904–05 von Curjel & Moser. (Sachgesamtheit). Geschützt nach § 2 DSchG |    |
|                | Wartehalle der Lokalbahn                | Haid-und-Neu-Straße 33                          | 1905–1906                  | Erbaut von Friedrich Beichel, Städt. Hochbauamt Geschützt nach § 2 DSchG |    |
| Weitere Bilder | Hauptfriedhof Karlsruhe                 | Haid-und-Neu-Straße 35–39                       | 1874–1875, 1903, 1911–1913 | Hauptfriedhof, Kapelle, Leichenhalle, Campo Santo, Verwalter- und Wohngebäude, 1874–1875 von Josef Durm. Zugehörend Krematorium, 1903 von August Stürzenacker; Bürklin-Mausoleum, 1911–1913 von Josef Durm. Gesamtanlage mit Ummauerung, 1874, 1904 von Josef Durm. (Sachgesamtheit). Geschützt nach § 12 DSchG |    |
|                | Jüdische Friedhöfe                      | Haid-und-Neu-Straße 41, 45                      | 1873, 1895–1897            | Jüdische Friedhöfe mit Leichenhalle, 1873, 1895–1897. (Sachgesamtheit). Geschützt nach § 2 DSchG |    |

## Haizingerstraße
| Bild | Bezeichnung  | Lage             | Datierung | Beschreibung                                    | ID |
| ---- | ------------ | ---------------- | --------- | ----------------------------------------------- | -- |
|      | Mietwohnhaus | Haizingerstr. 10 | 1904      | Erbaut von Otto Büche. Geschützt nach § 2 DSchG |    |
|      | Mietwohnhaus | Haizingerstr. 12 | 1904      | Erbaut von Otto Büche. Geschützt nach § 2 DSchG |    |

## Humboldtstraße
| Bild | Bezeichnung                   | Lage               | Datierung | Beschreibung | ID |
| ---- | ----------------------------- | ------------------ | --------- | --- | -- |
|      | Wohn- und Geschäftshaus       | Humboldtstr. 16    | 1901–1902 | Wohn- und Geschäftshaus, dreigeschossiger und unverputzter Klinkerbau in Ecklage, Ladenlokal, großes Steinrelief an der Fassade, 1901–02 von Johann Brannath aus Karlsruhe für den Schmiedemeister Jakob Renz, 1949 Reparatur von Kriegsbeschädigungen. Geschützt nach § 2 DSchG |    |
|      | Mietwohnhaus                  | Humboldtstr. 18    | 1901–1902 | Mietwohnhaus, dreigeschossiger Massivbau, halb freistehend mit seitlicher Erschließung, Lukarne mit Zierfachwerk, Fassade mit floralem bauplastischem Schmuck, zugehöriges Hinterhaus, 1901–02 von Josef Held für den Schlossermeister August Dörrmann. Geschützt nach § 2 DSchG |    |
|      | Mietwohnhausgruppe            | Humboldtstr. 26–30 | 1901      | Mietwohnhausgruppe, von Franz Wolff für den Fabrikanten Wilhelm Pfrommer Geschützt nach § 2 DSchG |    |
|      | Fassaden eines Mietwohnhauses | Humboldtstr. 29    | 1902      | Fassaden eines Mietwohnhauses, 1902 von Franz Wolff (Teil einer Sache) Geschützt nach § 2 DSchG |    |
|      | Mietwohnhausgruppe            | Humboldtstr. 33–35 | 1902      | Fassade eines Mietwohnhauses, 1902 von Franz Wolff für sich selbst (Teil einer Sache) Geschützt nach § 2 DSchG |    |

## Kapellenstraße
| Bild           | Bezeichnung                | Lage                                         | Datierung | Beschreibung | ID |
| -------------- | -------------------------- | -------------------------------------------- | --------- | --- | -- |
| Weitere Bilder | Alter Friedhof mit Kapelle | Kapellenstr., Waldhornstr. 61, Ostendstr. 12 | 1781      | Alter Friedhof mit Kapelle Friedhofskapelle von Friedrich Eisenlohr, Gruftenhalle von Küntzle, Umfassungsmauern, Grab- und Denkmale: Denkmal für die Opfer des Theaterbrandes, Preußen-Denkmal, Grabmal für die 1870/71 an Kriegsfolgen gestorbenen französischen Soldaten, Kriegerdenkmal der Stadt Karlsruhe, Grabmal für die 1870/71 an Kriegsfolgen gestorbenen deutschen Soldaten, Grabmal Hofprediger Johann Leonhard Walz, Grabmal Christian Friedrich Walz (Sohn), Grabmal Friedrich Weinbrenner (Erstes Grab bis 1952), Grabmal Freiherr von Reitzenstein, Grabmal Karl Friedrich Nebenius, Grabmal Friedrich Eisenlohr, Grabmal der Eltern von Johann Peter Hebel (in der Kapelle), Grabmal Veronika Rohrer, Haushälterin des Dichters Johann Peter Hebel (in der Gruftenhalle), Grabmal Staatsminister Winter (Platte in der Fassade auf der Rückseite der Kapelle), Grabmal Vierordt, Grabmal Großherzogin Luise Caroline, 2. Frau des Großherzogs (in der Gruftenhalle), Grabmal der Großherzogin Mutter und des Bruders von Luise Caroline (in der Gruftenhalle) (Sachgesamtheit). Geschützt nach § 2 DSchG |    |
| Weitere Bilder | Schillerschule             | Kapellenstr. 11                              | 1902–1905 | Teil einer Sache, Fassadenteile der Schillerschule, 1902–1905 von August Stürzenacker Geschützt nach § 2 DSchG |    |
| Weitere Bilder | ehemaliges Arbeitsamt      | Kapellenstr. 17                              | 1937      | Arbeitsamt, später Landesvermessungsamt. Stand 2018: Zentrale Bußgeldstelle beim Regierungspräsidium Karlsruhe. 1937–1938 vom Städtischen Hochbauamt (Stadtbaurat Robert Amann). Freistehendes, dreigeschossiges Verwaltungsgebäude; langer symmetrischer Baukörper mit Walmdach, erschlossen durch Eingänge an den Schmalseiten und viergeschossige, bastionenartige Treppentürme an den rückseitigen Gebäudeecken. Im Erdgeschoss ursprünglich die Schalterhallen für die nach Geschlechtern getrennten Gruppen der Arbeitssuchenden, zugänglich durch heute geschlossene Türen auf der Südseite des Baues. Aufwändige Fassadenverkleidung mit Kalksteinquadern, hoher Sockel und umlaufendes Kranzgesims. Pfeilergliederung zwischen den mittleren Fensterachsen der Hauptansicht an der Kapellenstraße. Als Kunst am Bau zwei weit überlebensgroße Kalksteinfiguren auf Konsolen Arbeiter der Hand und Arbeiter des Geistes von Carl Egler (1896–1982). Geschützt nach § 2 DSchG |    |

## Karl-Wilhelm-Straße
| Bild | Bezeichnung                  | Lage | Datierung        | Beschreibung | ID |
| ---- | ---------------------------- | --- | ---------------- | --- | -- |
|      | Doppelmietwohnhaus           | Karl-Wilhelm-Straße 1a-b                                                                                   | 1928–1929        | Erbaut vom Bad. Bezirksbauamt. (Sachgesamtheit). Geschützt nach § 2 DSchG |    |
|      | Wohnhaus                     | Karl-Wilhelm-Straße 4 (Flst. 2051)                                                                         | 1890, 1908, 1928 | Wohnhaus, heute Verbindungshaus, dreigeschossiger Massivbau mit Vorgarten und Einfriedung, flaches Walmdach, Stilformen der Neorenaissance, Garten mit hoher Gartenmauer, 1890 von L. Lautenschläger für den Privatier Georg Hölzer, 1908 Umbau des ursprünglichen Mandsardwalmdachs durch Professor Kossmann, 1928 Aufstockung durch Hans D. Rösiger Geschützt nach § 2 DSchG |    |
|      | Mietwohnhaus mit Rückgebäude | Karl-Wilhelm-Straße 12                                                                                     | 1890–1891        | Erbaut von Camill Frei & Schneider Geschützt nach § 2 DSchG |    |
|      | Mietwohnhaus                 | Karl-Wilhelm-Straße 16                                                                                     | 1896             | Geschützt nach § 2 DSchG |    |
|      | Mietwohnhaus                 | Karl-Wilhelm-Straße 20                                                                                     | 1896             | Erbaut von Karl Koch Geschützt nach § 2 DSchG |    |
|      | Mietwohnhaus                 | Karl-Wilhelm-Straße 24                                                                                     | 1895             | Geschützt nach § 2 DSchG |    |
|      | Mietwohnhaus mit Rückgebäude | Karl-Wilhelm-Straße 26                                                                                     | 1896–1897        | Erbaut von Albert Elkuch Geschützt nach § 2 DSchG |    |
|      | Mietwohnhausgruppe           | Karl-Wilhelm-Straße 32–34, Haid-und-Neu-Straße 2, Rintheimer Str. 1 (Flst. 2156/1, 2156/2, 2156/3, 2156/4) | 1903             | Wohnhausgruppe mit Läden, 1903 von Hermann Billing, Ludwig Trunzer und Franz Wolff, zugehöriger Werkstattbau mit Schlot (Haid-und-Neu-Straße 2)(Sachgesamtheit). Geschützt nach § 2 DSchG |    |

## Klosterweg
| Bild           | Bezeichnung                 | Lage                            | Datierung | Beschreibung | ID |
| -------------- | --------------------------- | ------------------------------- | --------- | --- | -- |
|                | Fasanengartenmauer          | Klosterweg, Theodor-Heuss-Allee | 1768      | Fasanengartenmauer, 1768 für Markgraf Karl Friedrich. Geschützt nach § 2 DSchG |    |
|                | Hofjägerhaus                | Klosterweg 2                    | 1768      | Hofjägerhaus, heute Verbindungshaus, 1900 von Friedrich Ratzel. Geschützt nach § 2 DSchG                                                                                                 |    |
| Weitere Bilder | Großherzogliche Grabkapelle | Klosterweg 11                   | 1889–1896 | Großherzogliche Grabkapelle mit Hausmeisterwohnhaus, 1889–1896 von Hermann Hemberger nach Vorentwurf von Franz Baer und Friedrich Hemberger. (Sachgesamtheit). Geschützt nach § 12 DSchG |    |

## Kornblumenstraße
| Bild | Bezeichnung        | Lage                   | Datierung  | Beschreibung | ID |
| ---- | ------------------ | ---------------------- | ---------- | --- | -- |
|      | Mietwohnhaus       | Kornblumenstr. 1       | 1899–1900  | Erbaut von Franz Wolff Geschützt nach § 2 DSchG |    |
|      | Mietwohnhaus       | Kornblumenstr. 2       | 1900–1901  | Erbaut von Franz Wolff Geschützt nach § 2 DSchG |    |
|      | Mietwohnhausgruppe | Kornblumenstr. 3–7     | 1904–1905  | Erbaut von Emil Brannath. (Sachgesamtheit) Geschützt nach § 2 DSchG |    |
|      | Wohnhausgruppe     | Kornblumenstr. 4, 6, 8 | 1905, 1910 | 1905 nach Bebauungsplan von Dipl. Ing. Wellbrock und Schäfers, Architekten (Karlsruhe), Nr. 4 1905 von Wellbrock und Schäfers als Bauherrn und Architekten, Nr. 6 1905 von Wellbrock und Schäfers für den Sattler und Tapezier Wilhelm Doll, Nr. 8 1910 von Ludwig Trunzer für den Gipsermeister Adolf Fritz. Geschützt nach § 2 DSchG |    |
|      | Villa              | Kornblumenstr. 9       | 1901       | Villa, heute Verbindungshaus der Burschenschaft Tuiskonia, 1901 von Franz Wolff. Geschützt nach § 2 DSchG |    |

## Kriegsstraße
| Bild | Bezeichnung              | Lage          | Datierung | Beschreibung                                                         | ID |
| ---- | ------------------------ | ------------- | --------- | -------------------------------------------------------------------- | -- |
|      | Alter Jüdischer Friedhof | Kriegsstr. 36 | 1901      | Alter Jüdischer Friedhof. (Sachgesamtheit). Geschützt nach § 2 DSchG |    |

## Lachnerstraße
| Bild | Bezeichnung  | Lage           | Datierung | Beschreibung                                                                                  | ID |
| ---- | ------------ | -------------- | --------- | --------------------------------------------------------------------------------------------- | -- |
|      | Mietwohnhaus | Lachnerstr. 8  | 1894      | Mietwohnhaus, 1894 von Johann Brannath für den Kaufmann Wilhelm Neck Geschützt nach § 2 DSchG |    |
|      | Mietwohnhaus | Lachnerstr. 17 | 1904–1905 | Erbaut von Karl Kreutz Geschützt nach § 2 DSchG                                               |    |

## Ludwig-Wilhelm-Straße
| Bild | Bezeichnung                            | Lage                     | Datierung | Beschreibung | ID |
| ---- | -------------------------------------- | ------------------------ | --------- | --- | -- |
|      | Mietwohnhaus                           | Ludwig-Wilhelm-Straße 2  | 1893      | Erbaut von Gottfried Sommer Geschützt nach § 2 DSchG |    |
|      | Wohn- und Geschäftshaus                | Ludwig-Wilhelm-Straße 4  | 1893      | Wohn- und Geschäftshaus, viergeschossiger und unverputzter traufständiger Bau, Klinkerfassade mit neubarockem Bauschmuck, historischer Türenbestand im Äußeren und Inneren, 1893 von dem Bauunternehmer Karl Augenstein als Architekt und Bauherr Geschützt nach § 2 DSchG |    |
|      | St. Boromeo-Haus                       | Ludwig-Wilhelm-Straße 12 | 1899      | St. Boromeo-Haus, Kinderverwahranstalt und Schwesternwohnungen, heute Mietwohnhaus, 1899 von Johannes Schroth, Erzbischöfliches Bauamt. Geschützt nach § 2 DSchG |    |
|      | Mietwohnhaus mit Laden                 | Ludwig-Wilhelm-Straße 14 | 1899–1900 | Erbaut von Friedrich Benzinger Geschützt nach § 2 DSchG |    |
|      | Fassade eines Mietwohnhauses mit Laden | Ludwig-Wilhelm-Straße 16 | um 1900   | Fassade eines viergeschossigen Mietwohnhauses in geschlossener Bebauung mit Laden im Erdgeschoss, neu ausgebautes Dachgeschoss. Putzfassade mit Hausteingliederung, vier Doppelachsen, seitlich Balkone mit Ziergitter, die Mittelachsen durch ornamentierte Brüstungsfelder mit aufstuckiertem Bandelwerk betont. Besonders interessant im Zusammenhang mit der anschließenden Bebauung der Ludwig-Wilhelm-Straße, in der sich die ganze Stilvielfalt der Jahrhundertwende spiegelt mit historistischem Dekor in Neorenaissance, neobarocken Elementen und Jugendstildekor. Die Fassade des Gebäudes ist insbesondere im Kontext mit der anschließenden Bebauung wegen seiner architektur- und stadtbaugeschichtlichen Aussagekraft ein Kulturdenkmal. Geschützt nach § 2 DSchG |    |
|      | Mietwohnhauses mit Laden               | Ludwig-Wilhelm-Straße 18 | 1902      | Erbaut von Max Siebrand Geschützt nach § 2 DSchG |    |
|      | Mietwohnhauses mit Laden               | Ludwig-Wilhelm-Straße 20 | 1905      | Erbaut von Max Siebrand Geschützt nach § 2 DSchG |    |

## Melanchthonstraße
| Bild | Bezeichnung          | Lage                                         | Datierung | Beschreibung                                                                                             | ID |
| ---- | -------------------- | -------------------------------------------- | --------- | --- | -- |
|      | Doppelmietwohnhauses | Melanchthonstr. 1, Georg-Friedrich-Straße 34 | 1902      | Doppelmietwohnhaus, 1902 von Hermann Billing, Curjel & Moser. (Sachgesamtheit). Geschützt nach § 2 DSchG |    |
|      | Mietwohnhauses       | Melanchthonstr. 2                            | 1903–1904 | Erbaut von Curjel & Moser Geschützt nach § 2 DSchG                                                       |    |
|      | Mietwohnhauses       | Melanchthonstr. 3                            | 1901      | Erbaut von Philipp Schumacher Geschützt nach § 2 DSchG                                                   |    |
|      | Mietwohnhauses       | Melanchthonstr. 4                            | 1903      | Erbaut von Max Siebrand Geschützt nach § 2 DSchG                                                         |    |

## Ostendstraße
| Bild           | Bezeichnung                                   | Lage                                                                | Datierung | Beschreibung | ID |
| -------------- | --------------------------------------------- | ------------------------------------------------------------------- | --------- | --- | -- |
|                | beidseitig mit Mietwohnhäusern bebaute Straße | Ostendstr. 1–9, 2–10 / Durlacher Allee 20 / Gottesauer Straße 15–19 | 1887–1889 | Ostendstraße, beidseitig mit Mietwohnhäusern bebaute Straße, 1887–1889. (Sachgesamtheit). Geschützt nach § 2 DSchG |    |
|                | Wohnhaus                                      | Ostendstr. 5                                                        | 1887      | Wohnhaus, Massivbau, viergeschossig mit Hinterhaus und Seitenflügel, im Seitenflügel Badeanstalt, 1887–1889; Teil der Ostendstraße, beidseitig mit Wohnhäusern bebaute Straße, 1887–1889 (Ostseite) und 1896–1897 (Westseite), Teil einer Sachgesamtheit Geschützt nach § 2 DSchG |    |
| Weitere Bilder | Grufthalle auf dem Alten Friedhof             | Ostendstr. 12 / Kapellenstr. / Waldhornstr. 61                      |           | Geschützt nach § 2 DSchG |    |

## Parkstraße
| Bild | Bezeichnung                      | Lage           | Datierung | Beschreibung                                                                                                   | ID |
| ---- | -------------------------------- | -------------- | --------- | --- | -- |
|      | Mietwohnhausgruppe               | Parkstr. 3–7   | 1905      | Mietwohnhausgruppe, 1905 von Wellbrock & Schäfers. (Sachgesamtheit).(Sachgesamtheit). Geschützt nach § 2 DSchG |    |
|      | Mietwohnhaus                     | Parkstr. 11    | 1899–1900 | Erbaut von Karl Wurz Geschützt nach § 2 DSchG                                                                  |    |
|      | Doppelmietwohnhaus               | Parkstr. 13–15 | 1904      | Erbaut von Otto Büche. (Sachgesamtheit) Geschützt nach § 2 DSchG                                               |    |
|      | Mietwohnhaus                     | Parkstr. 17    | 1903      | Erbaut von Franz Wolff Geschützt nach § 2 DSchG                                                                |    |
|      | Mietwohnhaus                     | Parkstr. 19    | 1904      | Erbaut von Holwäger & Hillenbrand Geschützt nach § 2 DSchG                                                     |    |
|      | Mietwohnhaus                     | Parkstr. 23    | 1905      | Erbaut von Otto Büche Geschützt nach § 2 DSchG                                                                 |    |
|      | Verbindungshaus des Corps Frisia | Parkstr. 25    | 1903      | Erbaut von Hermann Maier Geschützt nach § 2 DSchG                                                              |    |
|      | Mietwohnhaus                     | Parkstr. 27    | 1902–1903 | Erbaut von Franz Wolff Geschützt nach § 2 DSchG                                                                |    |

## Rintheimer Straße
| Bild | Bezeichnung   | Lage                                                            | Datierung | Beschreibung | ID |
| ---- | ------------- | --------------------------------------------------------------- | --------- | --- | -- |
|      | Wohnhäuser    | Rintheimer Straße 10, 12, 14, 16, 18 / Sternbergstr. 2, 4, 6, 8 | 1898–1899 | Wohnhäuser, dreigeschossig mit ausgebautem Dach in halboffener Bebauung, zusammengefasst zu Zweier- und Dreiergruppen, Fassaden mit Backsteinen und Hausteinen gestaltet, zugehörige Werkstatt- und Hofgebäude (Sternbergstr. 4 und 6, Rintheimer Str. 10 und 14), 1898–1899 von Albert Elkuch für verschiedene Bauherren (Sachgesamtheit). (Flst. 6265–6266, 6266/1, 6267–6272, 6272/1, 6272/2, 6272/3, 6272/4) Geschützt nach § 2 DSchG |    |
|      | Mietswohnhaus | Rintheimer Straße 30                                            | 1899      | Mietswohnhaus, dreigeschossiger Putz- und Werksteinbau im Stile der Neogotik in halboffener Blockrandbebauung, aufwendige bildhauerische Fassadengestaltung mit großem Balkon, Mansarddach mit zwei geschweiften Zwerchgiebeln und Dachgauben, sehr vollständig erhaltenes Treppenhaus und Wohnungsausstattungen, 1899 von dem Architekten Gustav Gerhard für den Maurermeister August Gerhardt. Geschützt nach § 2 DSchG                 |    |

## Rudolfstraße
| Bild | Bezeichnung                  | Lage                                 | Datierung | Beschreibung | ID |
| ---- | ---------------------------- | ------------------------------------ | --------- | --- | -- |
|      | Mietwohnhaus mit Laden       | Rudolfstr. 1                         | 1895–1896 | Erbaut von Curjel & Moser Geschützt nach § 2 DSchG |    |
|      | Doppelmietwohnhaus mit Laden | Rudolfstr. 2, Karl-Wilhelm-Straße 22 | 1896-1897 | Erbaut von Ludwig Trunzer. (Sachgesamtheit) Geschützt nach § 2 DSchG |    |
|      | Mietwohnhaus                 | Rudolfstr. 3                         | 1895–1896 | Erbaut von Johann Brannath Geschützt nach § 2 DSchG |    |
|      | Mietwohnhaus mit Rückgebäude | Rudolfstr. 5                         | 1895–1896 | Erbaut von Albert Elkuch. (Sachgesamtheit) Geschützt nach § 2 DSchG |    |
|      | Mietwohnhaus                 | Rudolfstr. 7                         | 1896      | Erbaut von Albert Elkuch. Geschützt nach § 2 DSchG |    |
|      | Mietwohnhaus                 | Rudolfstr. 9                         | 1896–1897 | Erbaut von Johann Brannath Geschützt nach § 2 DSchG |    |
|      | Mietwohnhaus mit Rückgebäude | Rudolfstr. 11                        | 1896      | Erbaut von Ludwig Trunzer. (Sachgesamtheit) Geschützt nach § 2 DSchG |    |
|      | Mietwohnhaus                 | Rudolfstr. 13                        | 1895–1896 | Erbaut von Gottlieb Horn, Karl Weiß Geschützt nach § 2 DSchG |    |
|      | Mietwohnhaus mit Laden       | Rudolfstr. 14                        | 1895–1896 | Erbaut von Adolf Hirth Geschützt nach § 2 DSchG |    |
|      | Mietwohnhaus mit Laden       | Rudolfstr. 15                        | 1895–1896 | Erbaut von Ludwig Trunzer Geschützt nach § 2 DSchG |    |
|      | Mietwohnhaus                 | Rudolfstr. 16                        | 1894      | Erbaut von Adolf Hirth Geschützt nach § 2 DSchG |    |
|      | Mietwohnhausgruppe           | Rudolfstr. 23, 25, 27                | 1898      | Mietwohnhausgruppe aus drei Gebäuden (Straßenfassaden mit Dächern), fünfgeschossig und unverputzt mit Zierformen im Stile der Neorenaissance, 1898 von Gottfried Sommer für Karl Obert und Ludwig Zoller Geschützt nach § 2 DSchG |    |
|      | Mietwohnhaus                 | Rudolfstr. 26                        | 1893–1894 | Erbaut von Adolf Hirth Geschützt nach § 2 DSchG |    |
|      | Mietwohnhaus mit Laden       | Rudolfstr. 28                        | um 1895   | Geschützt nach § 2 DSchG |    |
|      | Mietwohnhaus mit Gaststätte  | Rudolfstr. 31                        | 1898      | Mietwohnhaus mit Gaststätte, Hotel Markgräfler Hof, 1898 von Adolf Hirth. Geschützt nach § 2 DSchG |    |

## Schlachthausstraße
| Bild | Bezeichnung                            | Lage               | Datierung | Beschreibung | ID |
| ---- | -------------------------------------- | ------------------ | --------- | --- | -- |
|      | Gas- und Wasserwerk und Spreng-Denkmal | Schlachthausstr. 3 | 1896–1897 | Gas- und Wasserwerk, Dienstwohnhaus, Produktionshallen und Spreng-Denkmal, 1894, 1896–1897 von Wilhelm Strieder, Städtische Hochbauamt. (Sachgesamtheit). Geschützt nach § 2 DSchG |    |

## Schönfeldstraße
| Bild | Bezeichnung  | Lage            | Datierung | Beschreibung | ID |
| ---- | ------------ | --------------- | --------- | --- | -- |
|      | Mietwohnhaus | Schönfeldstr. 2 | 1904–1905 | Erbaut von Holwäger & Hillenbrand Geschützt nach § 2 DSchG                                                                              |    |
|      | Mietwohnhaus | Schönfeldstr. 4 | 1904      | Erbaut von Holwäger & Hillenbrand Geschützt nach § 2 DSchG                                                                              |    |
|      | Mietwohnhaus | Schönfeldstr. 5 | 1908–1909 | Erbaut von Friedrich Schalintweit Geschützt nach § 2 DSchG                                                                              |    |
|      | Mietwohnhaus | Schönfeldstr. 6 | 1904–1905 | Mietwohnhaus, 1904–1905 von Otto Büche, nur Straßenfassade einschl. straßenseitiges Dach und Treppe im Inneren Geschützt nach § 2 DSchG |    |

## Seubertstraße
| Bild | Bezeichnung             | Lage                           | Datierung            | Beschreibung | ID |
| ---- | ----------------------- | ------------------------------ | -------------------- | --- | -- |
|      | Pfarr- und Gemeindehaus | Seubertstr. 7, Haizingerstr. 1 | 1925–1926, 1937–1938 | Pfarr- und Gemeindehaus mit Einfriedung, 1925–1926, 1937–1938 von Pfeifer & Grossmann, Hermann Zelt. (Sachgesamtheit). Geschützt nach § 2 DSchG |    |

## Sommerstraße
| Bild           | Bezeichnung        | Lage          | Datierung | Beschreibung                                                                                  | ID |
| -------------- | ------------------ | ------------- | --------- | --------------------------------------------------------------------------------------------- | -- |
|                | Mietwohnhaus       | Sommerstr. 4  | 1904      | Erbaut von Theodor Bleß Geschützt nach § 2 DSchG                                              |    |
|                | Mietwohnhausgruppe | Sommerstr. 6  | 1904      | Erbaut von Karl Kreutz Teil der Sachgesamtheit Sommerstr. 6–8, 12–14 Geschützt nach § 2 DSchG |    |
| Weitere Bilder | Mietwohnhausgruppe | Sommerstr. 8  | 1904      | Erbaut von Karl Kreutz Teil der Sachgesamtheit Sommerstr. 6–8, 12–14 Geschützt nach § 2 DSchG |    |
| Weitere Bilder | Mietwohnhausgruppe | Sommerstr. 12 | 1904      | Erbaut von Karl Kreutz Teil der Sachgesamtheit Sommerstr. 6-8, 12-14 Geschützt nach § 2 DSchG |    |
| Weitere Bilder | Mietwohnhausgruppe | Sommerstr. 14 | 1904      | Erbaut von Karl Kreutz Teil der Sachgesamtheit Sommerstr. 6–8, 12–14 Geschützt nach § 2 DSchG |    |

## Sternbergstraße
| Bild | Bezeichnung   | Lage                            | Datierung | Beschreibung | ID |
| ---- | ------------- | ------------------------------- | --------- | --- | -- |
|      | Mietswohnhaus | Sternbergstr. 9                 | 1902      | Mietswohnhaus, früher mit Ladenlokal, dreigeschossiges Eckgebäude aus roten Klinkern und Sandsteinelementen, Balkone auf Zierkonsolen mit Jugendstilgittern, traufständig mit abgewalmtem Risalitbau zur Sternbergstraße, 1902 nach Plänen des Architekten Camill Frei für den Zimmermeister Karl Fischer. Geschützt nach § 2 DSchG                                                                                        |    |
|      | Mietswohnhaus | Sternbergstr. 11                | 1903      | Mietswohnhaus, dreigeschossiger und traufständiger massiver Backsteinbau mit zwei straßenseitigen Balkonen in Jugendstilformen, geschweifter Ziergiebel, rustiziertes Erdgeschoss, Eingang auf der Rückseite über eine Eckloggia, Hoftor mit Eisengittern, 1903 von dem Architekten Otto Büche für den Schlossermeister Emil Alfred Joos. Geschützt nach § 2 DSchG                                                         |    |
|      | Mietwohnhaus  | Sternbergstr. 15                | 1895–1896 | Erbaut von Gottfried Sommer Geschützt nach § 2 DSchG |    |
|      | Mietwohnhaus  | Sternbergstr. 17 (Flst. 0-6260) | 1913      | Mietswohnhaus, drei- und viergeschossiger Massivbau in halboffener Bebauung mit Mansardwalmdach, Fassade mit Zierformen des Neubarock, bildhauerisch gearbeitete Schmuckformen, zugehöriges Hinterhaus, 1913 von dem Architekten Alfred Weichel (Eigentümer der Fa. Wellbrock und Schäfers) für den Zimmermeister Heinrich Rausch als Teil einer ursprünglich dreiteiligen Gebäudegruppe geplant. Geschützt nach § 2 DSchG |    |

## Tullastraße
| Bild           | Bezeichnung                  | Lage                                                                  | Datierung | Beschreibung | ID |
| -------------- | ---------------------------- | --------------------------------------------------------------------- | --------- | --- | -- |
|                | Tullaschule                  | Tullastr. 57                                                          | 1913–1914 | Erbaut von Friedrich Beichel, Städt. Hochbauamt. Geschützt nach § 2 DSchG |    |
|                | Wohnhausgruppe mit Vorgärten | Tullastr. 61, 63, 65, 67, 69                                          | 1903      | Wohnhausgruppe mit Vorgärten, fünf viergeschossige Mietwohnhäuser in geschlossener traufständiger Bebauung, verputzt, teilweise mit expressivem Dekor, rundbogige Treppenhausbetonungen in der Dachzone, beidseitig Dachgauben mit Dreiecksgiebeln und seitlichen Pilastern, Treppenhäuser mit bauzeitlicher Ausstattung, Rückfassaden der Gebäude Nr. 61 und 67, 1927–1928 von dem Architekten August Diehm aus Rastatt für Richard Kunkel und Paul Deisberg (Nr. 61), Oskar Wacher (Nr. 63), Wilhelm Belschner (Nr. 65), August Lamberg (Nr. 67) und August Blüthner (Nr. 69). Geschützt nach § 2 DSchG |    |
| Weitere Bilder | Straßenbahndepot             | Tullastraße 71                                                        | 1913      | Straßenbahndepot der Karlsruher Verkehrsbetriebe, nach Plänen von Friedrich Leopold Beichel, 1912/13 als Stahlbetonkonstruktion mit Oberlichtern wohl durch die Firma Dyckerhoff und Widmann errichtet, früher seitlich offene Wartungsgräben, Gleise der alten Pferdebahn. Frühes und inzwischen seltenes Beispiel dieser Konstruktionsweise. Spätere Veränderungen nicht zugehörig: in den 1950er Jahren mit neuen Toren und Ausmauerungen versehen, 1980 Eternitschindelfassade. Geschützt nach § 2 DSchG                                                                                              |    |
|                | Mietwohnhäuser               | Tullastr. 74–88, Haizingerstr. 13, Durlacher Allee 69, Gerwigstr. 60, | 1904      | Erbaut von Otto Büche Geschützt nach § 2 DSchG |    |

## Veilchenstraße
| Bild           | Bezeichnung            | Lage              | Datierung | Beschreibung                                                  | ID |
| -------------- | ---------------------- | ----------------- | --------- | ------------------------------------------------------------- | -- |
|                | Mietwohnhaus           | Veilchenstr. 7    | 1902–1903 | Erbaut von Franz Wolff Geschützt nach § 2 DSchG               |    |
|                | Mietwohnhaus           | Veilchenstr. 15   | 1902–1903 | Erbaut von Franz Wolff, Karl Däubert Geschützt nach § 2 DSchG |    |
|                | Mietwohnhaus mit Laden | Veilchenstr. 16   | 1903      | Erbaut von Otto Büche Geschützt nach § 2 DSchG                |    |
|                | Mietwohnhaus mit Laden | Veilchenstr. 18   | 1903      | Erbaut von Otto Büche Geschützt nach § 2 DSchG                |    |
| Weitere Bilder | Mietwohnhaus mit Laden | Veilchenstraße 23 | 1901      | Erbaut von Billing & Mallebrein Geschützt nach § 2 DSchG      |    |